# Camponotus sacchii
Camponotus sacchii är en myrart som beskrevs av Carlo Emery 1899. Camponotus sacchii ingår i släktet hästmyror, och familjen myror. Inga underarter finns listade.